# Yoshino Takamitsu
Takamitsu Yoshino (sinh ngày 24 tháng 4 năm 1989) là một cầu thủ bóng đá người Nhật Bản.

## Sự nghiệp câu lạc bộ
Takamitsu Yoshino đã từng chơi cho Cerezo Osaka và Ventforet Kofu.